# Nuclearia
Nuclearia é um gênero de organismos amebóides da família Nucleariidae. Incluído inicialmente na família Vampyrellidae, foi posteriormente classificado em sua própria família.

## Espécies
- Nuclearia delicatula Cienkowski, 1865
- Nuclearia moebiusi Frenzel, 1897
- Nuclearia pattersoni Dyková, Veverková, Fiala, Macháčková & Pecková, 2003
- Nuclearia simplex Cienkowski, 1865
- Nuclearia thermophila Yoshida, Nakayama & Inouye, 2009